# La voce del silenzio (brano musicale)
La voce del silenzio è un brano musicale composto da Paolo Limiti, Mogol ed Elio Isola, presentato al Festival di Sanremo 1968 nell'interpretazione di Tony Del Monaco e Dionne Warwick.

## Il brano

### Storia
La 18ª edizione del Festival fu la successiva di quella durante la quale si era suicidato Luigi Tenco, che aveva cambiato il modo di cantare di molti artisti, compreso Tony Del Monaco. Il cantante, nell'occasione, era abbinato alla statunitense Dionne Warwick – che fu snobbata dai media – e la canzone, nella manifestazione canora, non ebbe molto successo e fu classificata al 14º posto (cioè, ultima delle finaliste).
Dopo il fiasco sanremese, il brano venne ripreso da Mina e fu quello il passo decisivo verso il completo riscatto della canzone. La stessa cover divenne subito un fenomeno di massa  assumendo quel ruolo di perla musicale che, ancora oggi, rispecchia in pieno.

### Testo
Il testo del brano fu ispirato all'autore Paolo Limiti dalla solitudine di sua madre, rimasta vedova; il contributo di Mogol, che cofirma il testo, fu del tutto marginale.

### Origine della melodia
L'inizio della melodia corrisponde al tema principale del preludio in Do minore del secondo volume del Clavicembalo Ben Temperato di Johann Sebastian Bach, BWV 871e..

### 45 giri
Tony Del Monaco inserì il brano come lato A del 45 giri La voce del silenzio/Una piccola candela (CGD – N 9675), mentre per Dionne Warwick fu il lato A di La voce del silenzio/Unchained Melody (Scepter Records – SC 717).

### Cover e adattamenti
- 1968 – Mina 45 giri (Fermata – FB 33.289), pubblicato in Brasile e Argentina; album Canzonissima '68 (PDU – Pld A.5005)
- 1968 – Dionne Warwick nell'album Valley of the Dolls (Scepter Records – SPS-568); come Silent Voices
- 1968 – Robby 45 giri (Blueking – 2221)
- 1968 – Enrico Intra nell'album Sanremo 1968 (Columbia Records – CPSQ 537), pubblicato in Francia e Italia
- 1972 – Le Supremes nell'album Produced and Arranged by Jimmy Webb (Motown – M756L); come Silent Voices
- 1986 – Ornella Vanoni nell'album Ornella Vanoni (Le Chant du Monde – K 474 892), pubblicato in Francia
- 1995 – Massimo Ranieri nella doppia compilation Mina contro Battisti - Le canzoni della nostra vita (RTI Music – RTI 0214-2)
- 1996 – Gilda Giuliani nell'album Serena (Duck Gold – DGCD 159)
- 1998 – Tiziana Rivale nell'album Angelo biondo (SAAR Records – CD 7018)
- 1999 – Irene Fargo nell'album Vai da lei (SAAR Records – CD 7052)
- 2000 – Daniela Pedali singolo (Sony Music – VIV 670532 5); album Libera (Sony Music – 502424 2)
- 2002 – Franco Simone nel doppio album Antologia - Grandes éxitos en español/Grandes versiones (Warner Special Marketing – 5046-70198-2), pubblicato in Argentina
- 2003 – Orietta Berti album Emozione d'autore (Gapp Music – GAP 513475 2)
- 2007 – Andrea Bocelli nell'album Vivere (Sugar Music – 80331 20980794)
- 2007 – Lara Saint Paul nella compilation I migliori anni 60/3 Italia (Replay Music – RMCD 4408)
- 2008 – Elisa nell'album Vivere - Live in Tuscany con Andrea Bocelli (Sugar Music – 80331 20980862)
- 2009 – Francesco Renga album Orchestraevoce (Mercury Records – 0602527260884)
- 2014 – Diodato album A ritrovar bellezza con Manuel Agnelli (RCA Italiana – 88875037642)
- 2016 – Dolcenera album Le stelle non tremano - Supernovæ (Universal Music Group – 0602547783028)

### Tributi
- 2010 – Francesco Renga[7] alla LX edizione del Festival
- 2013 – Andrea Bocelli[7] alla LXIII edizione del Festival
- 2015 – Chiara Iezzi alla III edizione di The Voice of Italy
- 2020 – Ornella Vanoni[7] alla LXX edizione del Festival, in duetto con Alberto Urso[8], nella 3ª serata denominata Sanremo 70